# Olyra collettii
Olyra collettii és una espècie de peix de la família dels olírids i de l'ordre dels siluriformes.

## Morfologia
- Els mascles poden assolir 5,8 cm de longitud total.[2][3]

## Hàbitat
És un peix d'aigua dolça i de clima tropical.

## Distribució geogràfica
Es troba a Àsia.